# Jordi Puig Fabregat
Jordi Puig Fabregat, nascut el (Barcelona, 28 d'abril de 1961) és un ex-jugador de bàsquet català. Amb 1.97 d'alçària, el seu lloc natural a la pista era el de  base.

## Trajectòria
Font:
- Pedrera Col·legi La Salle Bonanova.
- La Salle Bonanova Barcelona (1981-1982)
- Club Bàsquet Granollers (1982-1985)
- Club Bàsquet Penyes Osca (1985-1988)
- Club Bàsquet Breogán (1988-1989)
- Club Bàsquet Canàries (1989-1991)
- Club Bàsquet L'Hospitalet (1991-1992)